# Marina (roman)
Pour les articles homonymes, voir Marina.
Marina (titre original : Marina) est un roman espagnol de Carlos Ruiz Zafón paru en 1999 et publié en français en 2011 aux éditions Robert Laffont dans une traduction de François Maspero.

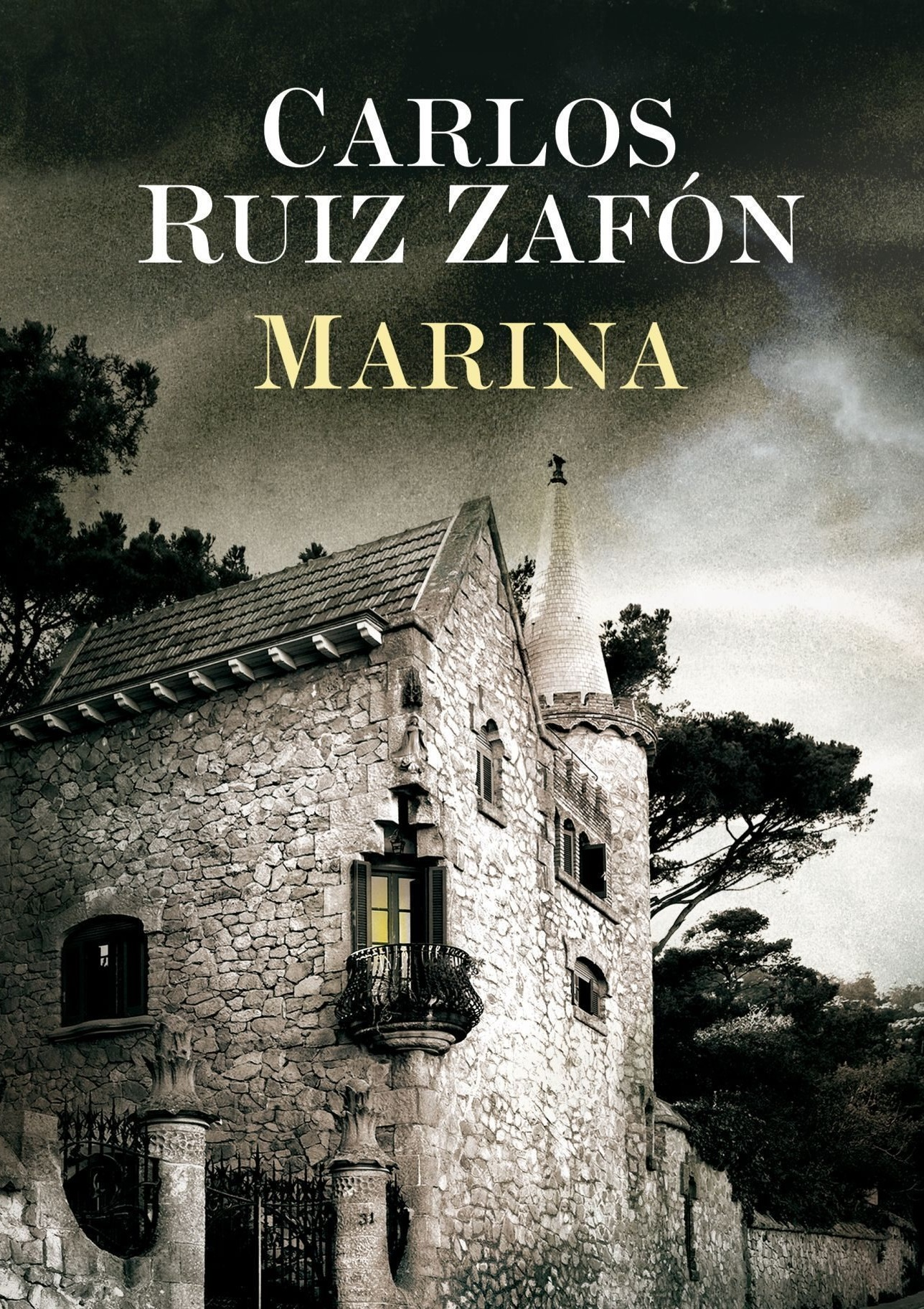
Photo de couverture - Marina

## Résumé
Dans la Barcelone des années 1980, Óscar, quinze ans, a l'habitude de fuir le pensionnat où il est interne. Il est attiré par les grosse résidences à l'abandon dans le quartier, vestiges d'un passé fastueux. Au cours de l'une de ses escapades, il fait la connaissance de Marina, qui vit avec son père dans l'une de ces demeures pleines de souvenirs. Fascinée par l'énigme d'une tombe anonyme, Marina entraîne son jeune compagnon dans le vieux cimetière de Sarrià, « un des lieux les plus cachés de Barcelone ». Qui est la femme voilée venant se recueillir devant cette pierre tombale sur laquelle est gravé un mystérieux papillon noir, sans aucune autre inscription? Explorant un sinistre atelier apparemment abandonné, s'égarant dans les entrailles de souterrains hantés par des créatures terrifiantes, s'enfonçant dans les coulisses d'un inquiétant théâtre désaffecté, Óscar et Marina réveillent les protagonistes d'une tragédie vieille de plusieurs décennies.

## Positionnement de l'œuvre
Pour Delphine Peras, ce roman marque l'orientation de l'auteur vers sa « veine gothique et mystérieuse ». Josée Lapointe rapproche ce roman situé dans une « Barcelone baroque et mythique » de certains romans d'Eduardo Mendoza et d'Arturo Pérez-Reverte. Elle y voit « une répétition générale de L'Ombre du vent », publié deux ans plus tard, en raison de nombreuses similitudes (localisation dans Barcelone, narrateur adolescent, recherche dans le passé, personnages mystérieux, dissimulation de la vérité, ...). Interrogé à ce sujet,  Ruiz Zafón a confirmé que Marina pouvait être considéré comme « le prélude de L'Ombre du vent ». Il a également rappelé que, comme ses trois premiers romans (Le cycle de la brume), Marina avait été publié avec l'étiquette « littérature jeunesse », mais qu'il peut aussi séduire un public adulte. Il a ajouté que c'est l'une de ses histoires préférées « pour des raisons purement personnelles ».

## Éditions
- Marina, 10 juin 1999, Edebé, 240 p.  (ISBN 8423648990)
- Marina, Robert Laffont, 20 janvier 2011, trad. François Maspero, 303 p.  (ISBN 978-2-221-11652-4)
- Marina, Pocket Jeunesse, 20 janvier 2011, trad. François Maspero, 331 p.  (ISBN 978-2-266-21302-8)
- Marina, Pocket no 14694, 5 janvier 2012, trad. François Maspero, 288 p.  (ISBN 978-2-266-21254-0)
- Marina, Pocket Jeunesse no J2452, 5 janvier 2012, trad. François Maspero, 310 p.  (ISBN 978-2-266-22578-6)
- Marina, Actes Sud, coll. « Babel » no 1556, 3 novembre 2021, trad. François Maspero, 304 p.  (ISBN 978-2-330-15559-9)